# 科菲湖
46°36′56″N 6°35′15″E / 46.61556°N 6.58750°E

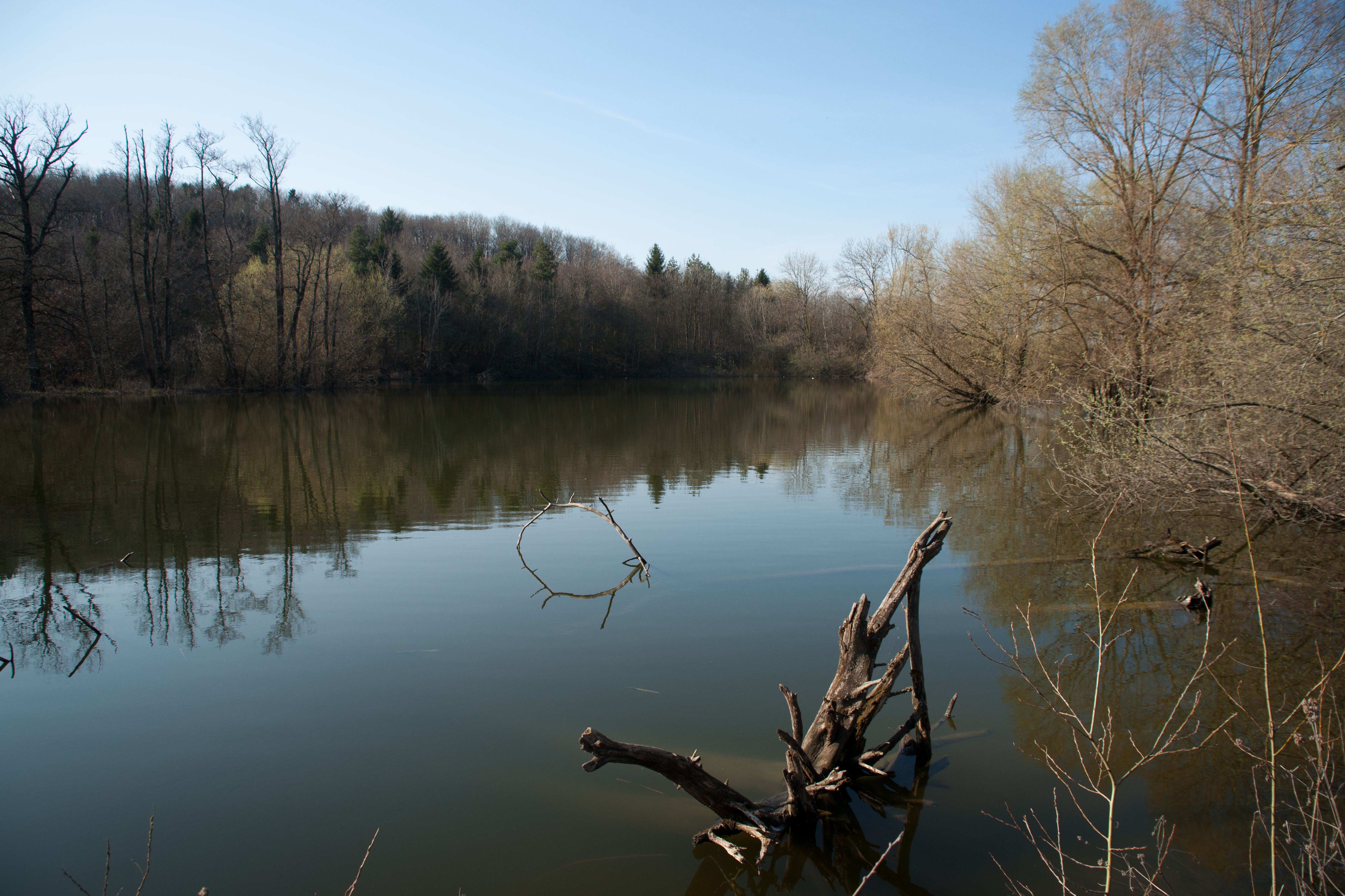

科菲湖（Lake Coffy），是瑞士的人工湖泊，位於該國西部，由沃州負責管轄，處於伯唐和布桑之間，長0.1公里、寬0.1公里，面積0.01平方公里，海拔高度595米，最大水深3米。